# Katharine Luomala
Katharine Luomala, née le 10 septembre 1907 à Cloquet et morte le 27 février 1992 à Honolulu, est une anthropologue américaine connue pour ses études sur la mythologie comparée en Océanie.

## Biographie
Née à Cloquet, dans le Minnesota, elle est diplômée de l’Université de Californie à Berkeley. Elle obtient sa maîtrise en 1933 et son doctorat en 1936. Luomala commence ses études d’anthropologie en travaillant avec les Navajo à la fin des années 1930, en relatant l’évolution de leurs vies.
À partir de 1941, elle devient la collaboratrice honoraire du Musée Bishop à Hawaï. En 1946, elle devient professeure d'anthropologie à l'Université d'Hawaï, où elle étudie la mythologie hawaïenne.
À partir de 1950, elle occupe le poste d'ethnobotanique des îles Gilbert, et elle y demeure jusqu'à sa retraite en 1973.
Katharine Luomala est membre de l'American Anthropological Association et de la Société anthropologique d'Hawaï ainsi que de la Société polynésienne, Phi Beta Kappa et Sigma Xi,.
Luomala possédait le MV Joyita, au moment de l'accident de ce navire en 1955,.

## Publications
- (en) Navaho Life of Yesterday and Today(, Berkeley, Western Museum Laboratories,United StatesDepartment of the InteriorNational Park Service, 1938, 115 p. (ISBN 978-1-163-13953-0)
- (en) Oceanic, American Indian, And African Myths Of Snaring The Sun, vol. 168 (bulletin), Honolulu, Hawaï, USA, P. Bishop Museum, 1940, 58 p.
- Conseils aux folkloristes amateurs, dans les îles du Pacifique, vol. 6 (article), Journal de la Société des Océanistes, 1950 (lire en ligne), p. 250-251
- (en) The Menehune of Polynesia and Other Mythical Little People of Oceania, vol. 203 (Bulletin), Honolulu, Hawaï, USA, Bernice P. Bishop Museum., 1951, 106 p.
- (en) Voices on the Wind : Polynesian Myths and Chants, vol. 75, Honolulu, Hawaï, USA, Bishop Museum Press, 1986, 208 p.
- (en) Eels in Gilbert Islands culture : traditional beliefs, rituals and narratives, vol. 37 : La pêche traditionnelle en Océanie, Journal de la Société des Océanistes (no 72), 1981 (lire en ligne), p. 227-237